# Martin, Slovakien
Martin (lyssna (fil); ungerska: Turócszentmárton; tyska: Turz-Sankt Martin) är en stad i Slovakien med en yta på 67,7 km² och en befolkning som uppgår till omkring 60 000 invånare (2006). Den är belägen cirka 30 km norr om Banská Bystrica och cirka 40 km från gränserna till Tjeckien och Polen. År 1835 drabbades Martin av en svår jordbävning vilket ledde till att nästan hälften av staden raserades. Staden kallas ofta för "den fina staden". I staden har Komeniusuniverstitetet en medicinsk fakultet. Volkswagen har en bilfabrik i staden.